# Forbud
Forbud beskriver et ikke-permanent indgreb mod en gruppe mennesker, der forbyder dem af foretage bestemte handlinger, befinde sig på udvalgte steder mm. Begrebet kan således optræde i forskellige udgaver herunder forsamlingsforbud, import- og/eller eksportforbud m.fl. Ved overtrædelse af forbuddet kan der effektueres sanktioner over for den pågældende person. Eksempler på forbud er bl.a. forsamlingsforbuddet, som blev indført i forbindelse med coronapandemien samt rygeforbuddet fra 2007.
Forbud kan indskrænke en persons frihed og autonomi ved for eksempel valget af en handling. Det kan være  statslige, forældres, religiøse eller andre anvisninger.